# Taiwanioideae

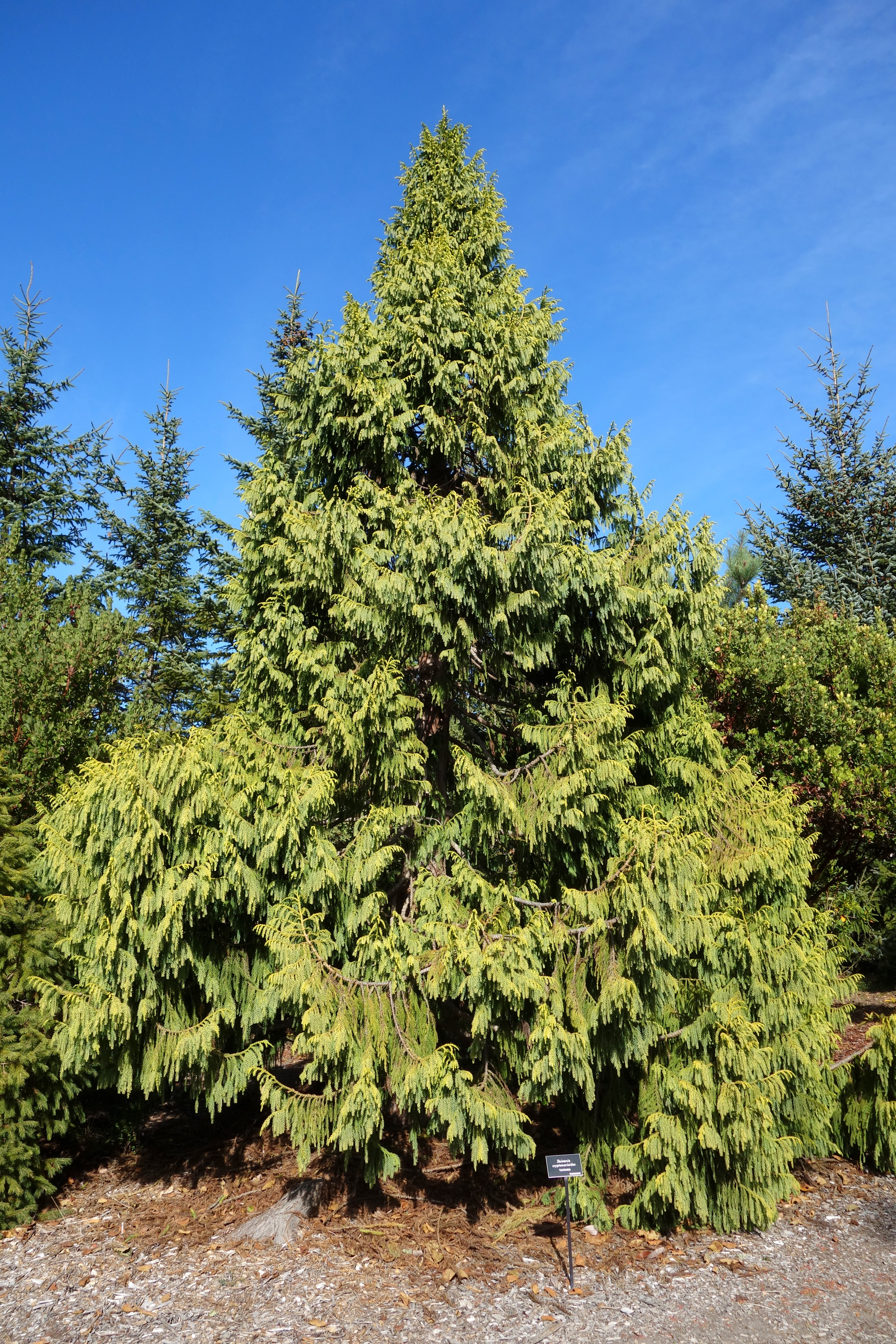
Taiwania cryptomerioides (Mendocino Coast Botanical Gardens).

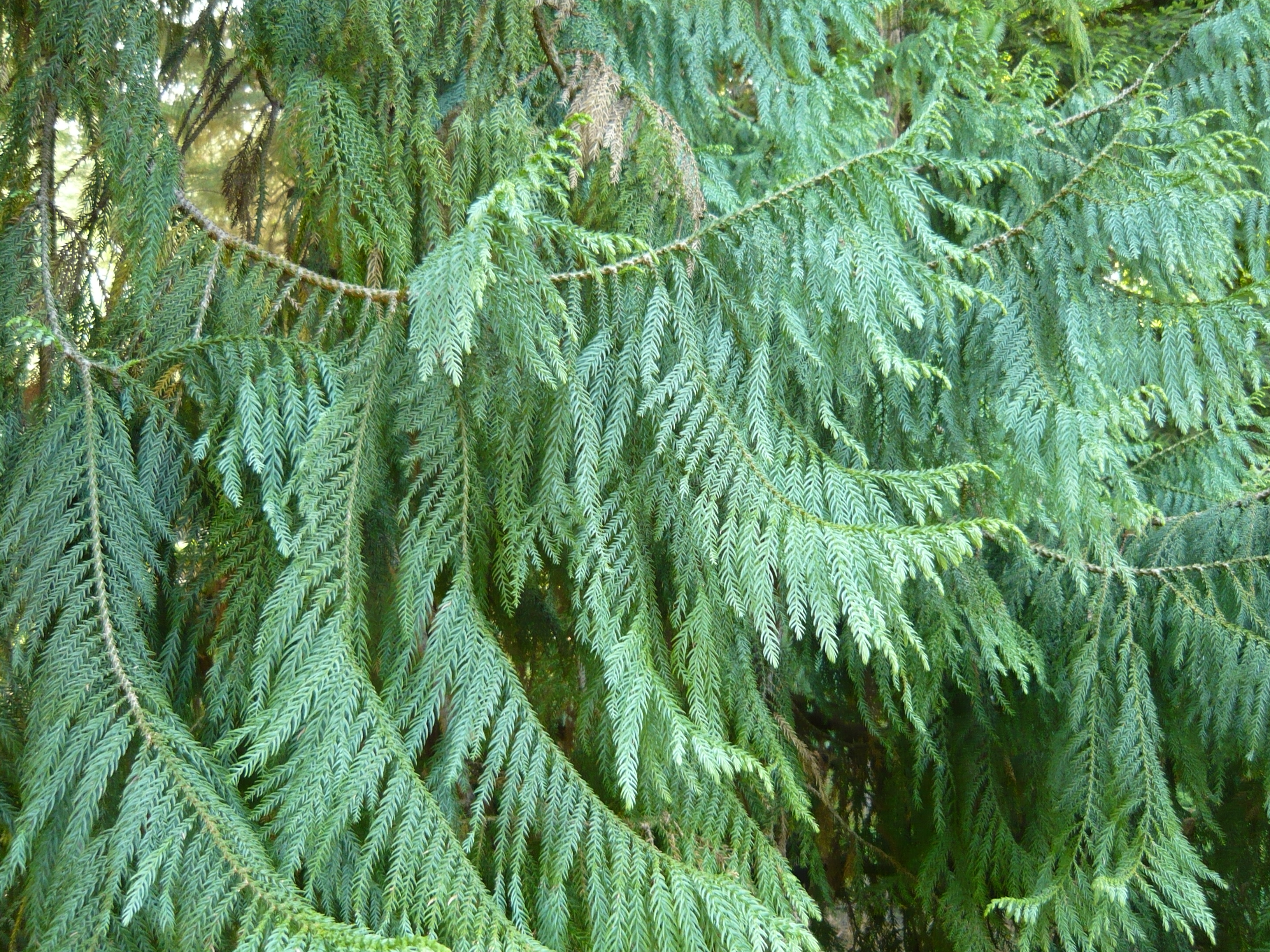
Ramagem adulta.

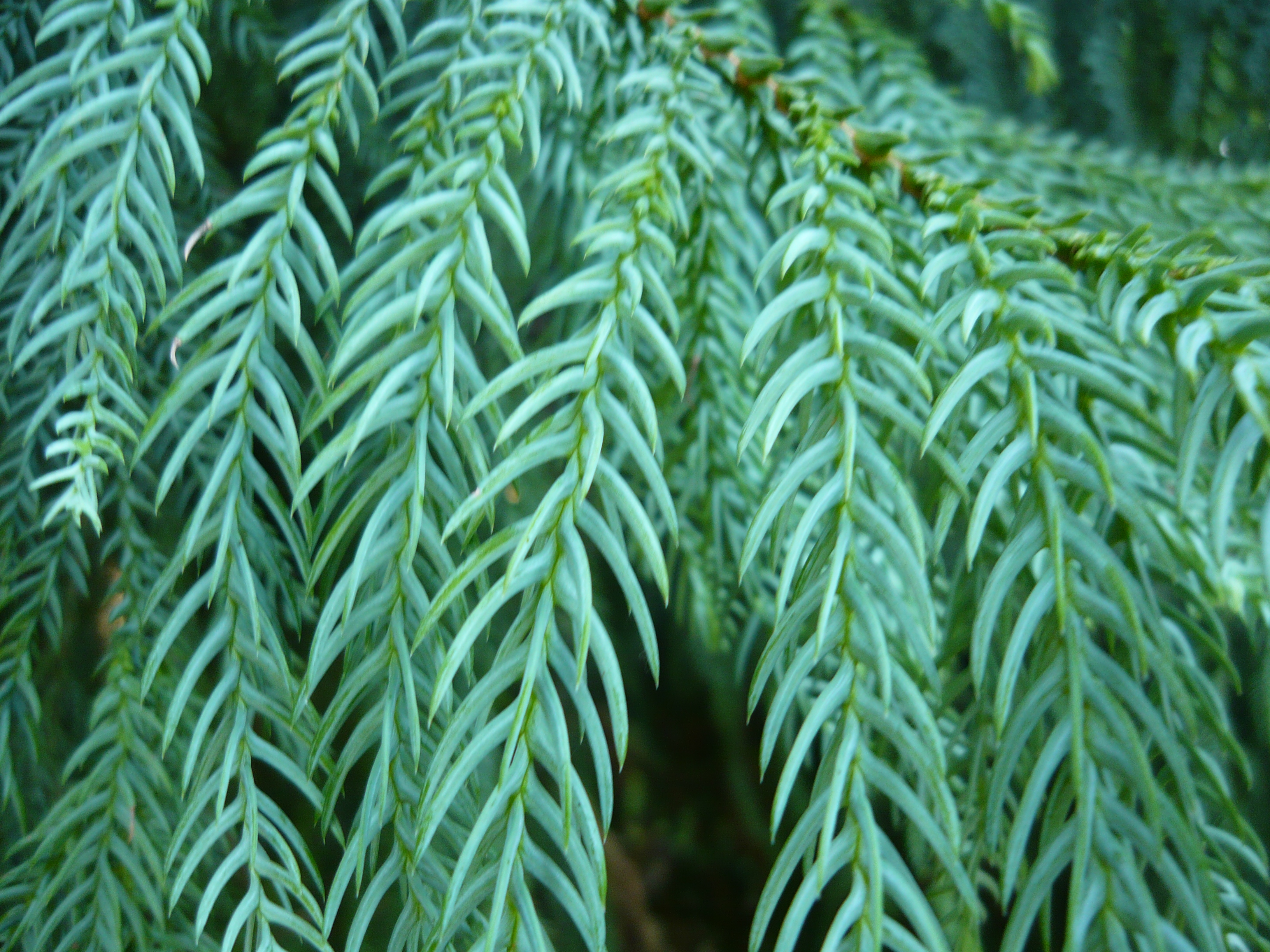
Ramos jovens com folhagem típica.

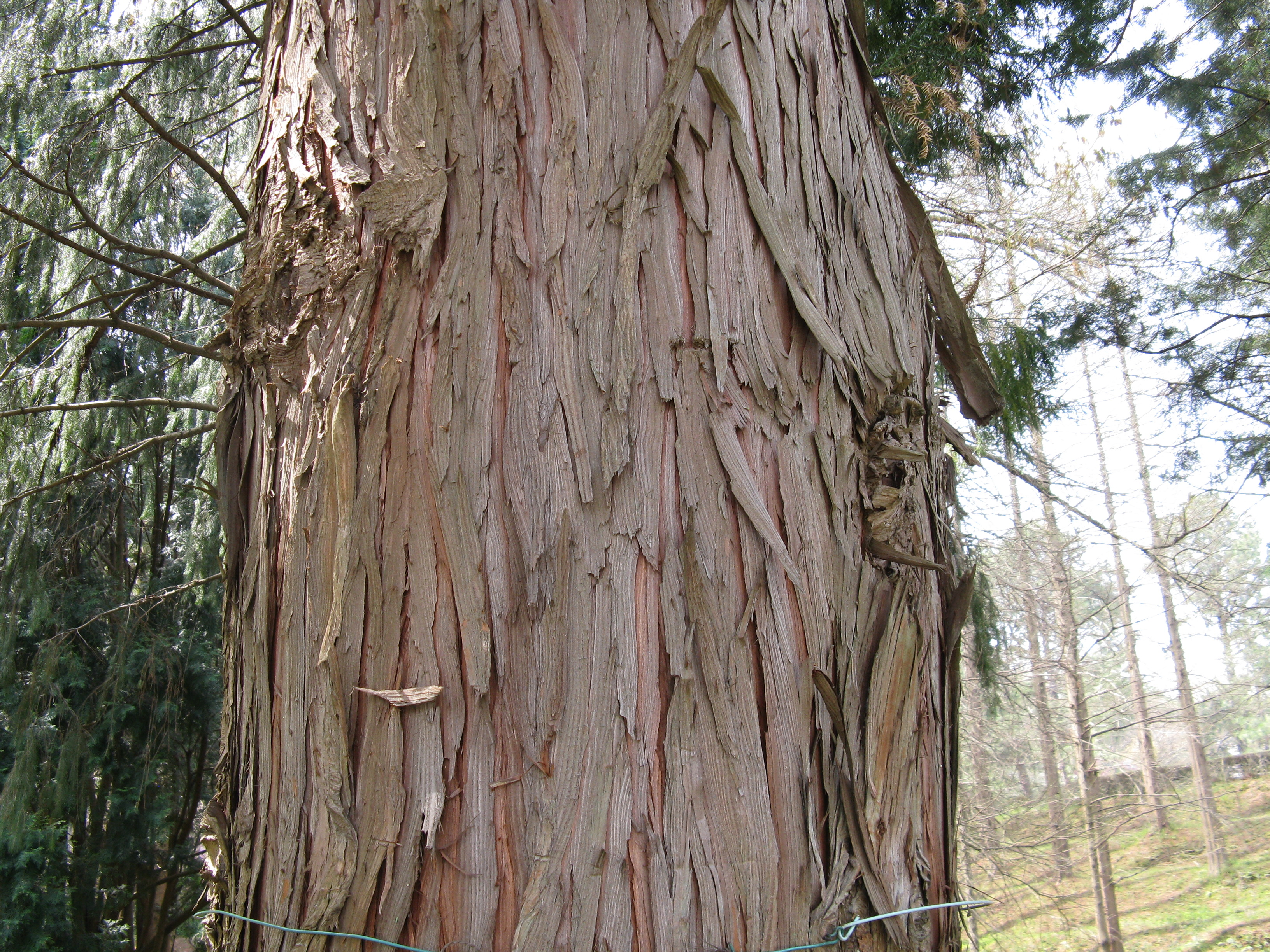
Ritidoma (casca).

Taiwanioideae é uma subfamília monotípica de coníferas da família Cupressaceae cujo único género é Taiwania. Também conhecida como árvore-café. O género contém apenas uma espécie extante, Taiwania cryptomerioides, uma árvore perenifólia de grande porte (megafanerófito) com distribuição natural em Taiwan, numa área contígua no sul da China, em Mianmar e no Vietname. O mais antigo registo fóssil conhecido que não pode ser distinguido de Taiwania cryptomerioides foi encontrado no Alasca e tem cerca de 110 milhões de anos de idade. Descobertas de fósseis adicionais mais recentes na América, Europa e Ásia mostram uma distribuição significativamente mais ampla da espécie ao longo da história geológica. A taiwânia foi eleita a Árvore do Ano de 2010 pela International Dendrology Society (IDS).

## Descrição
Taiwania é uma árvore perene, monóica, que atinge alturas de 60 a 65 m, raramente atingindo os 70 m, o que faz desta espécie uma das maiores árvores da Ásia. Conhecem-se exemplares com mais de 1600 anos de idade, provavelmente até mais de 2000 anos. O tronco é recto e atinge um diâmetro de 3 a 4 m de diâmetro medido à altura do peito, tendo em geral um pronunciado contraforte na base.
A casca das árvores maiores é comparativamente fina e desprende-se em tiras finas ou em grandes escamas. Quando envelhece, torna-se fendida, de coloração castanho avermelhado a castanho, tornando-se cinzenta sob a influência dos elementos. Os ramos são horizontais ou ascendentes. Os ramos decíduos e baixos são mais ou menos inclinados e formam uma coroa cónica ou piramidal nas árvores mais jovens. As árvores mais velhas têm uma copa plana ou em forma de cúpula.
As folhas estão dispostas seguindo uma filotaxia em espiral, com uma bainha foliar curta e descaída, com diferentes formas e cores dependendo da idade da árvore ou do ramo. Árvores mais jovens, com alturas de até cerca de 15 m, e os ramos jovens têm formato subulado longo e em forma de crescente, com pelo menos 5 mm, mas geralmente com 10 a 24 mm de comprimento e 1,5 a 3,5 mm de largura, mais largas em direção à base. As folhas são pontiagudas, achatadas lateralmente, com a parte superior e inferior em forma de quilha. A cor é azul-esverdeada e apresentam de 3 a 6 fileiras de estômatos em ambos os lados. As folhas formam um ângulo de 40° a 70° com o eixo do ramo onde se inserem e são preservadas por cerca de 30 anos. Nas árvores mais velhas, os ramos apresentam folhas curtas lanceoladas-espatuladas, com 3 a 7 mm de comprimento e 1,2 a 3 mm de largura, com margens inteiras. Estas folhas são pontiagudas, curvas e livres, com ambos os lados verde-escuro brilhante a verde brilhante, mas com lado superior com 8 a 13 fileiras de estômatos e o lado inferior 6 a 9 fileiras em ambos os lados da nervura central.
Os cones de pólen (estróbilos masculinos) crescem em grupos terminais de (2 a) 3 a 5 (a 7) cones em ramos com folhas em forma de escamas. São ovais e têm 2 a 3 mm de comprimento. Os numerosos microsporófilos são dispostas em espiral, em forma de escudo e geralmente têm 3, raramente 2 ou 4 sacos polínicos adaxiais. Os cones de sementes (estróbilos femininos) crescem individualmente nas extremidades dos ramos e amadurecem dentro de um ano em cones castanhos, elípticos a cilíndricos, de 9 a 25 mm de comprimento, geralmente de 12 a 20 mm de comprimento, e 6 a 11 mm de diâmetro. Cada cone tem de 12 a 25 escamas, mas geralmente de 14 a 20 escamas, que se fundem gradualmente na base com as folhas em forma de escamas dos ramos. As escamas são triangulares, invertidas, em forma de espátula invertida, com 6 a 10 mm de comprimento e 5 a 8 mm de largura. Apresentam uma forma de cunha em direção à base e coloração amarelada a castanho-avermelhada. As escamas apicais são espinhosas e de coloração castanho-baço. Em cada escama formam-se dois óvulos de inserção recta.
Em cada cone formam-se de 14 a 30 sementes. As sementes são oval-oblongas, planas, castanho-claras a castanhas, com asas, com 4 mm de comprimento e 2 a 3 mm de largura. As duas asas têm de 1 a 2 mm de largura são translúcidas, sobrepondo-se ligeiramente e circundando a semente. A polinização ocorre de abril a maio e os cones amadurecem de outubro a novembro.
O número cromossómico é 2n = 22.

## Distribuição e ecologia
As áreas de distribuição natural da espécie localizam-se em Taiwan (no condado de Nantou), na China (no noroeste da província Yunnan e no sudeste Tibete), no extremo nordeste de Mianmar e no Vietname (no distrito de Văn Bàn da província de Lào Cai.
A Taiwania cresce em florestas montanhosas em altitudes de 1750 a 2900 m acima do nível do mar. Geralmente cresce em pequenos grupos em vales laterais protegidos e atinge uma idade de mais de 1600 anos, possivelmente até 2000 anos. Assim, sobrevive à maioria das outras espécies e pode usar a destruição da floresta, como incêndios, para se expandir. Cresce em solos amarelos ou vermelhos, ácidos, que resultam da meteorização de granitos ou conglomerados. Nas regiões onde ocorre, o clima é fortemente influenciado pela monção com precipitação anual que excede 4000 mm na China e 3000 mm no Vietname.
Em Taiwan, a espécie cresce no cinturão fresco de florestas de coníferas junto com os falsos ciprestes das espécies Chamaecyparis formosensis e Chamaecyparis obtusa var. Formosana como espécie dominante. Além disso, forma uma associação com Calocedrus formosana, Cunninghamia konishii, Picea morrisonicola, Pseudotsuga sinensis, Taxus wallichiana, Tsuga chinensis e árvores decíduas como Trochodendron aralioides e membros dos géneros Castanopsis e Quercus. O estrato arbustivo consiste principalmente de espécimes de Camellia brevistyla e de espécies dos géneros Rhododendron, Eurya e Vaccinium (mirtilo). A espécie de bambús Yushania niitakeyamensis cobre grandes áreas. Como parceiros de micorrizas, foram identificados Scutellospora calospora e membros do género Glomus, género que pertence ao grupo dos fungos micorrízicos arbusculares.
Em Yunnan e Mianmar, a Taiwania cresce em florestas mistas de coníferas junto com Abies forrestii, Picea brachytyla, Larix potaninii, Pseudotsuga sinensis e Tsuga dumosa. O estrato arbustivo consiste de Cephalotaxus fortunei, Taxus wallichiana e Torreya grandis var. yunnanensis. Nestas florestas tods as árvores estão fortemente recobertas pelo líquen Usnea longissima, por musgos e hepáticas. Especialmente em altitudes mais baixas, ocorrem nestas florestas algumas espécies de árvores decíduas dos géneros Acer, Castanopsis, Quercus, Magnolia, Schima e Sorbus. Os arbustos consistem em espécies de rododendros e espécies de outros géneros.
No Vietname, a espécie é encontrada em florestas perenes de montanha, nas quais predominam os representantes das famílias Fagaceae, Lauraceae e Magnoliaceae. O cipreste-de-fujian (Fokienia hodginsii) é a única outra grande conífera que ocorre nesta região.
Outras populações dispersas de menos de 100 espécimes existem em florestas secundárias na China, por exemplo, no sudeste de Guizhou, no sudoeste de Hubei, no sudeste de Sichuan e no norte de Fujian, em altitudes de 750 a 1200 m acima do nível do mar. Essas populações são bastante pequenas e estão localizadas em zonas climáticas diferentes do que em outras áreas, pelo que se presume que sejam naturalizadas.

## História botânica
Achados fósseis do Cretáceo ao Plioceno mostram que Taiwania foi uma género raro, mas amplamente distribuído durante um longo período. A partir dos fósseis encontrados, a afiliação das espécies não pode ser determinada claramente, mas a forma dos ramos, cones e agulhas encontrados está dentro da faixa de variação do atual de Taiwania cryptomerioides. Alguns dos achados fósseis foram identificados como espécies separadas, nomeadamente os fósseis achados em Svalbard, datados do Paleoceno, descritos como Taiwania schaeferi Schloemer-Jäger, os achados do Eoceno da China como Taiwania fushunensis (Endo) Koidzumi, os encontrados no Japão como Taiwania japonica (Thunberg ex Lf) D. Don, Taiwania eocenica Matsuo, Taiwania paracryptomeroides Kilpper e Taiwania mesocryptomeroides Matsuo, e os encontrado na Sibéria como Taiwania microphylla Sveshnikova & Budantsev e Taiwania cretacea Samylina.
Os achados mais antigos vêm do noroeste do Alasca e datam do Albiano, um período do Cretáceo inferior, datado de há 110 e 100 milhões de anos. Os achados mais antigos da Ásia têm entre 100 e 90 milhões de anos (do Cenomaniano e Turoniano do Cretáceo Superior) e vêm das áreas costeiras do leste da Rússia. A falta de achados mais antigos na Rússia sugere que houve uma conexão terrestre via Estreito de Bering entre a América e a Ásia apenas a partir do Cretáceo Superior, o que é comprovado por outros achados de plantas e animais. A distribuição da espécie se estendia de 63° a 75° de latitude norte e coincide com a de outros géneros, como Pseudolarix, Glyptostrobus e Metasequoia. As temperaturas médias anuais variaram de 13° a 20° Celsius.
Outros achados do final do Cretáceo vêm do Japão (36° a 43° de latitude norte) e têm cerca de 90 a 83 milhões de anos (Coniaciano e Santoniano) e 75 a 70 milhões de anos (Maastrichtiano) antigo. A temperatura média anual era de cerca de 20° Celsius.
No período de transição para o Paleógeno, o clima na América do Norte tornou-se mais húmido e quente. O género Taiwania espalhou-se do Alasca para leste, para as zonas árticas do Canadá de hoje, e para o arquipélago de Spitsbergen, que na época estava ligado à América do Norte através da Gronelândia. A partir dessas regiões foram datados achados fósseis do do Paleoceno, com 65 a 55 milhões de anos. Durante este período, a área de distribuição atingiu a maior extensão e se estendeu de 33° a 80° de latitude norte em regiões de clima subtropical a clima temperado frio. No entanto, ao contrário do que ocorreu com algumas espécies de árvores decíduas, não se espalhou para a Europa continental. Na América, a espécie foi capaz de persistir nas altas latitudes do norte pelo menos até meados do Eoceno, com fósseis desse período encontrados na ilha Axel Heiberg no norte do Canadá. No entanto, não há fósseis conhecidos para qualquer período posterior.
No início do Oligoceno, entretanto, a espécie avançou a partir do leste para a Sibéria Ocidental e para a Europa. O pré-requisito para isso foi o ressecamento de um braço raso de mar (em inglês: o Turgai Street) que existiu entre o Mar de Tétis e o Mar Ártico, o qual  separava o oeste do leste da Ásia, processo que foi combinado com um esfriamento geral dos climas que ocorreu há cerca de 34 milhões de anos. Fósseis daquele período foram encontrados no Azerbaijão, Cazaquistão, Rússia e Alemanha (perto de Leipzig e perto de Bautzen).
No Mioceno o clima tornou-se mais frio e seco e o género Taiwania desapareceu novamente da Sibéria Ocidental. Na Europa, no entanto, foi capaz de sobreviver em áreas mais secas e nas áreas circundantes um tanto húmidas, tendo sido encontrados até agora fósseis em várias áreas da Alemanha (perto de Bautzen, Kreuzau e Eschweiler), da Bulgária e da Rússia. Os fósseis mais recentes da Europa datam do início do Plioceno e foram encontrados perto de Castell'Arquato na Itália.
No Japão, a espécie pôde ser detectada no Mioceno em Honshū e Hokkaidō. Em Hokkaidō, desapareceu no Plioceno, mas foi inicialmente capaz de se manter em Honshū e Kyūshū, onde também desapareceu no final do Plioceno. As razões para o desaparecimento da espécie não parecem ter sido o frio, mas sim o clima mais seco da época.
Os últimos fósseis encontrados no leste e sudeste da Ásia continental, aos quais pertencem as áreas de distribuição atuais, vêm do Oligoceno, o que levanta a questão de como  foram formadas as populações atuais. Estudos genéticos feitos sobre o DNA cloroplástico mostram uma estreita relação dos espécimes oriundos da área de distribuição na fronteira entre a China e Mianmar e no Vietname e as populações dispersas em outras áreas de China. A troca genética entre essas populações provavelmente ocorreu há cerca de um milhão de anos. O DNA dos cloroplastos das populações em Taiwan difere mais fortemente, o que sugere uma separação das áreas de distribuição em Taiwan e na China continental há cerca de 3 a 3,5 milhões de anos. Esta separação coincide com a ascensão acelerada do planalto de Qinghai-Xizang e do Himalaia no final do Plioceno, que resultou num clima mais seco e geralmente mais frio. As populações em Taiwan podem ter vindo do continente através estreito de Taiwan, que esteve seco no início do Pleistoceno, ou através das ilhas Ryūkyū do Japão. As populações no continente provavelmente foram empurrados para sul no início e no meio do Pleistoceno pelo aumento da glaciação durante a Idade do Gelo, o que levou a uma maior divisão da distribuição, onde a espécie só poderia sobreviver em áreas refúgio.

## Estado de conservação
A extensão das regiões de distribuição natural de Taiwania era muito maior há 500 anos. No entanto, muitas vezes era abatido por causa de sua madeira valiosa, o que reduziu as populações em pelo menos 30 a 49%. No entanto, as populações actuais estão bastante estáveis, mas ainda assim a espécie está listada na Lista Vermelha de Espécies Ameaçadas da IUCN como espécie vulnerável.
Na China, as populações do sul, em particular, foram bastante reduzidas nos últimos 100 anos, mas a espécie também foi naturalizada fora de sua área de distribuição natural. A população está estimada em cerca de 55 000 espécimes no total, embora não esteja claro quantos deles estão totalmente crescidos. Em Yunnan, em particular, os estoques antigos foram eliminados até o ano 2000. O corte de árvores foi proibido na China desde 2001.
No Vietname, a espécie só é conhecida numa área de cerca de 3 km² com cerca de 100 árvores. Devido ao seu pequeno número, estão ameaçados de extinção (criticamente em perigo). Por um lado, a área está sendo destruída por corte e queima para ganhar pastagens para o gado, por outro lado, os estoques estão sendo cortados. Estima-se que cerca de 80% do habitat foi destruído desta forma. A área de distribuição não está em zona protegida, mas o serviço de proteção florestal local e outros grupos estão trabalhando em um programa de proteção para os talhões atuais. Além disso, bancos de sementes foram criados para permitir o reflorestamento.
Pouco se sabe sobre os estoques em Mianmar, mas em algumas áreas, por exemplo nas encostas ocidentais do Gaoligong Shan, as árvores são frequentemente derrubadas por causa da sua madeira valiosa.
Em Taiwan, novos e extensas populações foram descobertas no sudeste da ilha, estimando-se que haja um total de cerca de 10 000 espécimes adultos na ilha. O Parque Nacional de Yushan, estabelecido em 1984, protege as árvores em alguns locais, mas outros locais foram cortados.

## Sistemática
A espécie Taiwania cryptomerioides é a única espécie do género monoespecífico Taiwania da família família Cupressaceae. O nome genérico Taiwania refere-se à área de distribuição em Taiwan. O epíteto específico cryptomerioides é derivado do nome genérico do cedro-japonês (a Cryptomeria japonica), pois as folhas das árvores jovens são morfologicamente semelhantes.
A espécie foi descrita cientificamente por Hayata Bunzō em 1906, em artigo publicado no Botanical Journal of the Linnean Society. Como característica distintiva, aquele autor aponta a forma única dos cones, que na estrutura e formato das sementes e das suas asas é semelhante ao cone de Cunninghamia, mas que se diferencia claramente pelo número de óvulos por escama de cobertura e pela ausência de escamas portadoras de sementes. Além disso, o hábito corresponde ao de Criptomeria. Essas características levaram Hayata a não atribuir a espécie ao género Cunninghamia, mas a configurar um novo género Taiwania.
O material usado para a descrição fora encontrado pelo botânico Konishi Nariaki 1904 no maciço de Yushan (anteriormente designado por Monte Morrison), em Taiwan, a cerca de 2000 metros de altitude acima do nível do mar. Hayata Bunzō (1874-1934) foi um botânico japonês na Universidade Imperial de Tóquio que estudou a flora da ilha durante a ocupação japonesa de Taiwan (1895-1945). Ele mesmo considerou a primeira descrição daquela espécie como a sua maior contribuição para a botânica. Em 1908, este mesmo botânico homenageou Konishi Nariaki com o epíteto específico de Cunninghamia konishii, que hoje é frequentemente classificado apenas como Cunninghamia lanceolata var. Konishii.
Partes de uma planta juvenis de Taiwania já tinham sido recolhidas em 1886 por D.J. Anderson na China, no oeste de Yunnan, colectadas em árvores cultivadas, mas erradamente atribuídas à espécie Cryptomeria japonica e como tal arquivadas no herbário dos Jardins botânicos reais de Kew.
Outras colecções iniciais foram feitas em 1912 por M. Kyaw para John Henry Lace e em 1915 por James Sykes Gamble em Mianmar. Em 1916, o botânico austríaco Heinrich von Handel-Mazzetti encontrou espécimes em Yunnan, material que foi usado por Henri Marcel Gaussen em 1939 para definir sua própria espécie Taiwania flousiana, que difere de Taiwania cryptomerioides pelo tamanho e número de escamas dos cones das sementes. Mais tarde, Gen'ichi Koidzumi usou o mesmo material para descrevê-lo como uma espécie que designou por Taiwania yunnanensis, citando diferenças na estrutura das asas da semente como uma característica distintiva. Outra colecta também foi realizada em Yunnan em 1918 pelo botânico escocês George Forrest. O botânico britânico Henry John Elwes (1846–1922) foi o primeiro dendrologista ocidental a ver a espécie no seu ambiente natural em 1912. Ernest Henry Wilson levou os primeiros espécimes para o ocidente.
A área de distribuição fortemente separada espacialmente em Yunnan e Mianmar no oeste e em Taiwan no leste é provavelmente a principal razão para a proposta divisão em várias espécies (Taiwania cryptomerioides, Taiwania yunnanensis e Taiwania flousiana), feita com base em diferenças morfológicas, especialmente no tamanho dos cones e no número de escamas de sementes. Uma comparação cuidadosa feita por Aljos Farjon, no entanto, não encontrou diferenças consistentes na morfologia capaz de identificar os representantes das várias áreas. Espécimes da área de distribuição descoberta posteriormente no Vietname também se encaixam bem no esquema. Portanto, os nomes Taiwania flousiana Gaussen e Taiwania yunnanensis Koidz. são entendidos apenas como sinónimos taxonómicos.
O género foi inicialmente inclído na família Taxodiaceae Warming em conjunto com Cryptomeria japonica, Cunninghamia lanceolata, Sequoia sempervirens, Sequoiadendron giganteum, Metasequoia glyptostroboides, Glyptostrobus pensilis, com o género Athrotaxis e com os ciprestes-calvos do género Taxodium. Esses géneros agora estão colocados na família Cupressaceae, em que os géneros Taiwania, Cunninghamia e Athrotaxis são classificados em subfamílias monogenéricas (Taiwanioideae, Cunninghamioideae e Athrotaxidoideae).
De acordo com estudos de genética molecular e morfologia, o género Taiwania é o grupo irmão de todos os outros representantes da família Cupressaceae com a exceção de Cunninghamia, que é por sua vez o grupo irmão de todos os outros representantes da família Cupressaceae. Para a família Cupressaceae, esta investigação mostra as relações filogenéticas constantes do seguinte cladograma:
|  | Callitroideae (Actinostrobus, Callitris, Neocallitropsis, Diselma, Fitzroya, Widdringtonia, Austrocedrus, Libocedrus, Pilgerodendron, Papuacedrus)  |
|  | |
|  | \| \| Cupressoideae (Calocedrus, Microbiota, Platycladus, Tetraclinis, Chamaecyparis, Cupressus, Juniperus, Fokienia, Thuja, Thujopsis) \| \| \| \| |
|  | |
|  | Cupressoideae (Calocedrus, Microbiota, Platycladus, Tetraclinis, Chamaecyparis, Cupressus, Juniperus, Fokienia, Thuja, Thujopsis)                   |
|  | |

|  | Cupressoideae (Calocedrus, Microbiota, Platycladus, Tetraclinis, Chamaecyparis, Cupressus, Juniperus, Fokienia, Thuja, Thujopsis) |
|  | |

|  | Callitroideae (Actinostrobus, Callitris, Neocallitropsis, Diselma, Fitzroya, Widdringtonia, Austrocedrus, Libocedrus, Pilgerodendron, Papuacedrus)  |
|  | |
|  | \| \| Cupressoideae (Calocedrus, Microbiota, Platycladus, Tetraclinis, Chamaecyparis, Cupressus, Juniperus, Fokienia, Thuja, Thujopsis) \| \| \| \| |
|  | |
|  | Cupressoideae (Calocedrus, Microbiota, Platycladus, Tetraclinis, Chamaecyparis, Cupressus, Juniperus, Fokienia, Thuja, Thujopsis)                   |
|  | |

|  | Cupressoideae (Calocedrus, Microbiota, Platycladus, Tetraclinis, Chamaecyparis, Cupressus, Juniperus, Fokienia, Thuja, Thujopsis) |
|  | |

|  | Callitroideae (Actinostrobus, Callitris, Neocallitropsis, Diselma, Fitzroya, Widdringtonia, Austrocedrus, Libocedrus, Pilgerodendron, Papuacedrus)  |
|  | |
|  | \| \| Cupressoideae (Calocedrus, Microbiota, Platycladus, Tetraclinis, Chamaecyparis, Cupressus, Juniperus, Fokienia, Thuja, Thujopsis) \| \| \| \| |
|  | |
|  | Cupressoideae (Calocedrus, Microbiota, Platycladus, Tetraclinis, Chamaecyparis, Cupressus, Juniperus, Fokienia, Thuja, Thujopsis)                   |
|  | |

|  | Cupressoideae (Calocedrus, Microbiota, Platycladus, Tetraclinis, Chamaecyparis, Cupressus, Juniperus, Fokienia, Thuja, Thujopsis) |
|  | |

|  | Callitroideae (Actinostrobus, Callitris, Neocallitropsis, Diselma, Fitzroya, Widdringtonia, Austrocedrus, Libocedrus, Pilgerodendron, Papuacedrus)  |
|  | |
|  | \| \| Cupressoideae (Calocedrus, Microbiota, Platycladus, Tetraclinis, Chamaecyparis, Cupressus, Juniperus, Fokienia, Thuja, Thujopsis) \| \| \| \| |
|  | |
|  | Cupressoideae (Calocedrus, Microbiota, Platycladus, Tetraclinis, Chamaecyparis, Cupressus, Juniperus, Fokienia, Thuja, Thujopsis)                   |
|  | |

|  | Cupressoideae (Calocedrus, Microbiota, Platycladus, Tetraclinis, Chamaecyparis, Cupressus, Juniperus, Fokienia, Thuja, Thujopsis) |
|  | |

|  | Callitroideae (Actinostrobus, Callitris, Neocallitropsis, Diselma, Fitzroya, Widdringtonia, Austrocedrus, Libocedrus, Pilgerodendron, Papuacedrus)  |
|  | |
|  | \| \| Cupressoideae (Calocedrus, Microbiota, Platycladus, Tetraclinis, Chamaecyparis, Cupressus, Juniperus, Fokienia, Thuja, Thujopsis) \| \| \| \| |
|  | |
|  | Cupressoideae (Calocedrus, Microbiota, Platycladus, Tetraclinis, Chamaecyparis, Cupressus, Juniperus, Fokienia, Thuja, Thujopsis)                   |
|  | |

|  | Cupressoideae (Calocedrus, Microbiota, Platycladus, Tetraclinis, Chamaecyparis, Cupressus, Juniperus, Fokienia, Thuja, Thujopsis) |
|  | |

|  | Callitroideae (Actinostrobus, Callitris, Neocallitropsis, Diselma, Fitzroya, Widdringtonia, Austrocedrus, Libocedrus, Pilgerodendron, Papuacedrus)  |
|  | |
|  | \| \| Cupressoideae (Calocedrus, Microbiota, Platycladus, Tetraclinis, Chamaecyparis, Cupressus, Juniperus, Fokienia, Thuja, Thujopsis) \| \| \| \| |
|  | |
|  | Cupressoideae (Calocedrus, Microbiota, Platycladus, Tetraclinis, Chamaecyparis, Cupressus, Juniperus, Fokienia, Thuja, Thujopsis)                   |
|  | |

|  | Cupressoideae (Calocedrus, Microbiota, Platycladus, Tetraclinis, Chamaecyparis, Cupressus, Juniperus, Fokienia, Thuja, Thujopsis) |
|  | |

|  | Callitroideae (Actinostrobus, Callitris, Neocallitropsis, Diselma, Fitzroya, Widdringtonia, Austrocedrus, Libocedrus, Pilgerodendron, Papuacedrus)  |
|  | |
|  | \| \| Cupressoideae (Calocedrus, Microbiota, Platycladus, Tetraclinis, Chamaecyparis, Cupressus, Juniperus, Fokienia, Thuja, Thujopsis) \| \| \| \| |
|  | |
|  | Cupressoideae (Calocedrus, Microbiota, Platycladus, Tetraclinis, Chamaecyparis, Cupressus, Juniperus, Fokienia, Thuja, Thujopsis)                   |
|  | |

|  | Cupressoideae (Calocedrus, Microbiota, Platycladus, Tetraclinis, Chamaecyparis, Cupressus, Juniperus, Fokienia, Thuja, Thujopsis) |
|  | |

|  | Callitroideae (Actinostrobus, Callitris, Neocallitropsis, Diselma, Fitzroya, Widdringtonia, Austrocedrus, Libocedrus, Pilgerodendron, Papuacedrus)  |
|  | |
|  | \| \| Cupressoideae (Calocedrus, Microbiota, Platycladus, Tetraclinis, Chamaecyparis, Cupressus, Juniperus, Fokienia, Thuja, Thujopsis) \| \| \| \| |
|  | |
|  | Cupressoideae (Calocedrus, Microbiota, Platycladus, Tetraclinis, Chamaecyparis, Cupressus, Juniperus, Fokienia, Thuja, Thujopsis)                   |
|  | |

|  | Cupressoideae (Calocedrus, Microbiota, Platycladus, Tetraclinis, Chamaecyparis, Cupressus, Juniperus, Fokienia, Thuja, Thujopsis) |
|  | |

|  | Callitroideae (Actinostrobus, Callitris, Neocallitropsis, Diselma, Fitzroya, Widdringtonia, Austrocedrus, Libocedrus, Pilgerodendron, Papuacedrus)  |
|  | |
|  | \| \| Cupressoideae (Calocedrus, Microbiota, Platycladus, Tetraclinis, Chamaecyparis, Cupressus, Juniperus, Fokienia, Thuja, Thujopsis) \| \| \| \| |
|  | |
|  | Cupressoideae (Calocedrus, Microbiota, Platycladus, Tetraclinis, Chamaecyparis, Cupressus, Juniperus, Fokienia, Thuja, Thujopsis)                   |
|  | |

|  | Cupressoideae (Calocedrus, Microbiota, Platycladus, Tetraclinis, Chamaecyparis, Cupressus, Juniperus, Fokienia, Thuja, Thujopsis) |
|  | |

|  | Callitroideae (Actinostrobus, Callitris, Neocallitropsis, Diselma, Fitzroya, Widdringtonia, Austrocedrus, Libocedrus, Pilgerodendron, Papuacedrus)  |
|  | |
|  | \| \| Cupressoideae (Calocedrus, Microbiota, Platycladus, Tetraclinis, Chamaecyparis, Cupressus, Juniperus, Fokienia, Thuja, Thujopsis) \| \| \| \| |
|  | |
|  | Cupressoideae (Calocedrus, Microbiota, Platycladus, Tetraclinis, Chamaecyparis, Cupressus, Juniperus, Fokienia, Thuja, Thujopsis)                   |
|  | |

|  | Cupressoideae (Calocedrus, Microbiota, Platycladus, Tetraclinis, Chamaecyparis, Cupressus, Juniperus, Fokienia, Thuja, Thujopsis) |
|  | |

|  | Callitroideae (Actinostrobus, Callitris, Neocallitropsis, Diselma, Fitzroya, Widdringtonia, Austrocedrus, Libocedrus, Pilgerodendron, Papuacedrus)  |
|  | |
|  | \| \| Cupressoideae (Calocedrus, Microbiota, Platycladus, Tetraclinis, Chamaecyparis, Cupressus, Juniperus, Fokienia, Thuja, Thujopsis) \| \| \| \| |
|  | |
|  | Cupressoideae (Calocedrus, Microbiota, Platycladus, Tetraclinis, Chamaecyparis, Cupressus, Juniperus, Fokienia, Thuja, Thujopsis)                   |
|  | |

|  | Cupressoideae (Calocedrus, Microbiota, Platycladus, Tetraclinis, Chamaecyparis, Cupressus, Juniperus, Fokienia, Thuja, Thujopsis) |
|  | |

|  | Callitroideae (Actinostrobus, Callitris, Neocallitropsis, Diselma, Fitzroya, Widdringtonia, Austrocedrus, Libocedrus, Pilgerodendron, Papuacedrus)  |
|  | |
|  | \| \| Cupressoideae (Calocedrus, Microbiota, Platycladus, Tetraclinis, Chamaecyparis, Cupressus, Juniperus, Fokienia, Thuja, Thujopsis) \| \| \| \| |
|  | |
|  | Cupressoideae (Calocedrus, Microbiota, Platycladus, Tetraclinis, Chamaecyparis, Cupressus, Juniperus, Fokienia, Thuja, Thujopsis)                   |
|  | |

|  | Cupressoideae (Calocedrus, Microbiota, Platycladus, Tetraclinis, Chamaecyparis, Cupressus, Juniperus, Fokienia, Thuja, Thujopsis) |
|  | |

|  | Callitroideae (Actinostrobus, Callitris, Neocallitropsis, Diselma, Fitzroya, Widdringtonia, Austrocedrus, Libocedrus, Pilgerodendron, Papuacedrus)  |
|  | |
|  | \| \| Cupressoideae (Calocedrus, Microbiota, Platycladus, Tetraclinis, Chamaecyparis, Cupressus, Juniperus, Fokienia, Thuja, Thujopsis) \| \| \| \| |
|  | |
|  | Cupressoideae (Calocedrus, Microbiota, Platycladus, Tetraclinis, Chamaecyparis, Cupressus, Juniperus, Fokienia, Thuja, Thujopsis)                   |
|  | |

|  | Cupressoideae (Calocedrus, Microbiota, Platycladus, Tetraclinis, Chamaecyparis, Cupressus, Juniperus, Fokienia, Thuja, Thujopsis) |
|  | |

|  | Callitroideae (Actinostrobus, Callitris, Neocallitropsis, Diselma, Fitzroya, Widdringtonia, Austrocedrus, Libocedrus, Pilgerodendron, Papuacedrus)  |
|  | |
|  | \| \| Cupressoideae (Calocedrus, Microbiota, Platycladus, Tetraclinis, Chamaecyparis, Cupressus, Juniperus, Fokienia, Thuja, Thujopsis) \| \| \| \| |
|  | |
|  | Cupressoideae (Calocedrus, Microbiota, Platycladus, Tetraclinis, Chamaecyparis, Cupressus, Juniperus, Fokienia, Thuja, Thujopsis)                   |
|  | |

|  | Cupressoideae (Calocedrus, Microbiota, Platycladus, Tetraclinis, Chamaecyparis, Cupressus, Juniperus, Fokienia, Thuja, Thujopsis) |
|  | |

|  | Callitroideae (Actinostrobus, Callitris, Neocallitropsis, Diselma, Fitzroya, Widdringtonia, Austrocedrus, Libocedrus, Pilgerodendron, Papuacedrus)  |
|  | |
|  | \| \| Cupressoideae (Calocedrus, Microbiota, Platycladus, Tetraclinis, Chamaecyparis, Cupressus, Juniperus, Fokienia, Thuja, Thujopsis) \| \| \| \| |
|  | |
|  | Cupressoideae (Calocedrus, Microbiota, Platycladus, Tetraclinis, Chamaecyparis, Cupressus, Juniperus, Fokienia, Thuja, Thujopsis)                   |
|  | |

|  | Cupressoideae (Calocedrus, Microbiota, Platycladus, Tetraclinis, Chamaecyparis, Cupressus, Juniperus, Fokienia, Thuja, Thujopsis) |
|  | |

|  | Callitroideae (Actinostrobus, Callitris, Neocallitropsis, Diselma, Fitzroya, Widdringtonia, Austrocedrus, Libocedrus, Pilgerodendron, Papuacedrus)  |
|  | |
|  | \| \| Cupressoideae (Calocedrus, Microbiota, Platycladus, Tetraclinis, Chamaecyparis, Cupressus, Juniperus, Fokienia, Thuja, Thujopsis) \| \| \| \| |
|  | |
|  | Cupressoideae (Calocedrus, Microbiota, Platycladus, Tetraclinis, Chamaecyparis, Cupressus, Juniperus, Fokienia, Thuja, Thujopsis)                   |
|  | |

|  | Cupressoideae (Calocedrus, Microbiota, Platycladus, Tetraclinis, Chamaecyparis, Cupressus, Juniperus, Fokienia, Thuja, Thujopsis) |
|  | |

|  | Callitroideae (Actinostrobus, Callitris, Neocallitropsis, Diselma, Fitzroya, Widdringtonia, Austrocedrus, Libocedrus, Pilgerodendron, Papuacedrus)  |
|  | |
|  | \| \| Cupressoideae (Calocedrus, Microbiota, Platycladus, Tetraclinis, Chamaecyparis, Cupressus, Juniperus, Fokienia, Thuja, Thujopsis) \| \| \| \| |
|  | |
|  | Cupressoideae (Calocedrus, Microbiota, Platycladus, Tetraclinis, Chamaecyparis, Cupressus, Juniperus, Fokienia, Thuja, Thujopsis)                   |
|  | |

|  | Cupressoideae (Calocedrus, Microbiota, Platycladus, Tetraclinis, Chamaecyparis, Cupressus, Juniperus, Fokienia, Thuja, Thujopsis) |
|  | |

|  | Callitroideae (Actinostrobus, Callitris, Neocallitropsis, Diselma, Fitzroya, Widdringtonia, Austrocedrus, Libocedrus, Pilgerodendron, Papuacedrus)  |
|  | |
|  | \| \| Cupressoideae (Calocedrus, Microbiota, Platycladus, Tetraclinis, Chamaecyparis, Cupressus, Juniperus, Fokienia, Thuja, Thujopsis) \| \| \| \| |
|  | |
|  | Cupressoideae (Calocedrus, Microbiota, Platycladus, Tetraclinis, Chamaecyparis, Cupressus, Juniperus, Fokienia, Thuja, Thujopsis)                   |
|  | |

|  | Cupressoideae (Calocedrus, Microbiota, Platycladus, Tetraclinis, Chamaecyparis, Cupressus, Juniperus, Fokienia, Thuja, Thujopsis) |
|  | |

|  | Callitroideae (Actinostrobus, Callitris, Neocallitropsis, Diselma, Fitzroya, Widdringtonia, Austrocedrus, Libocedrus, Pilgerodendron, Papuacedrus)  |
|  | |
|  | \| \| Cupressoideae (Calocedrus, Microbiota, Platycladus, Tetraclinis, Chamaecyparis, Cupressus, Juniperus, Fokienia, Thuja, Thujopsis) \| \| \| \| |
|  | |
|  | Cupressoideae (Calocedrus, Microbiota, Platycladus, Tetraclinis, Chamaecyparis, Cupressus, Juniperus, Fokienia, Thuja, Thujopsis)                   |
|  | |

|  | Cupressoideae (Calocedrus, Microbiota, Platycladus, Tetraclinis, Chamaecyparis, Cupressus, Juniperus, Fokienia, Thuja, Thujopsis) |
|  | |

|  | Callitroideae (Actinostrobus, Callitris, Neocallitropsis, Diselma, Fitzroya, Widdringtonia, Austrocedrus, Libocedrus, Pilgerodendron, Papuacedrus)  |
|  | |
|  | \| \| Cupressoideae (Calocedrus, Microbiota, Platycladus, Tetraclinis, Chamaecyparis, Cupressus, Juniperus, Fokienia, Thuja, Thujopsis) \| \| \| \| |
|  | |
|  | Cupressoideae (Calocedrus, Microbiota, Platycladus, Tetraclinis, Chamaecyparis, Cupressus, Juniperus, Fokienia, Thuja, Thujopsis)                   |
|  | |

|  | Cupressoideae (Calocedrus, Microbiota, Platycladus, Tetraclinis, Chamaecyparis, Cupressus, Juniperus, Fokienia, Thuja, Thujopsis) |
|  | |

|  | Callitroideae (Actinostrobus, Callitris, Neocallitropsis, Diselma, Fitzroya, Widdringtonia, Austrocedrus, Libocedrus, Pilgerodendron, Papuacedrus)  |
|  | |
|  | \| \| Cupressoideae (Calocedrus, Microbiota, Platycladus, Tetraclinis, Chamaecyparis, Cupressus, Juniperus, Fokienia, Thuja, Thujopsis) \| \| \| \| |
|  | |
|  | Cupressoideae (Calocedrus, Microbiota, Platycladus, Tetraclinis, Chamaecyparis, Cupressus, Juniperus, Fokienia, Thuja, Thujopsis)                   |
|  | |

|  | Cupressoideae (Calocedrus, Microbiota, Platycladus, Tetraclinis, Chamaecyparis, Cupressus, Juniperus, Fokienia, Thuja, Thujopsis) |
|  | |

|  | Callitroideae (Actinostrobus, Callitris, Neocallitropsis, Diselma, Fitzroya, Widdringtonia, Austrocedrus, Libocedrus, Pilgerodendron, Papuacedrus)  |
|  | |
|  | \| \| Cupressoideae (Calocedrus, Microbiota, Platycladus, Tetraclinis, Chamaecyparis, Cupressus, Juniperus, Fokienia, Thuja, Thujopsis) \| \| \| \| |
|  | |
|  | Cupressoideae (Calocedrus, Microbiota, Platycladus, Tetraclinis, Chamaecyparis, Cupressus, Juniperus, Fokienia, Thuja, Thujopsis)                   |
|  | |

|  | Cupressoideae (Calocedrus, Microbiota, Platycladus, Tetraclinis, Chamaecyparis, Cupressus, Juniperus, Fokienia, Thuja, Thujopsis) |
|  | |

|  | Callitroideae (Actinostrobus, Callitris, Neocallitropsis, Diselma, Fitzroya, Widdringtonia, Austrocedrus, Libocedrus, Pilgerodendron, Papuacedrus)  |
|  | |
|  | \| \| Cupressoideae (Calocedrus, Microbiota, Platycladus, Tetraclinis, Chamaecyparis, Cupressus, Juniperus, Fokienia, Thuja, Thujopsis) \| \| \| \| |
|  | |
|  | Cupressoideae (Calocedrus, Microbiota, Platycladus, Tetraclinis, Chamaecyparis, Cupressus, Juniperus, Fokienia, Thuja, Thujopsis)                   |
|  | |

|  | Cupressoideae (Calocedrus, Microbiota, Platycladus, Tetraclinis, Chamaecyparis, Cupressus, Juniperus, Fokienia, Thuja, Thujopsis) |
|  | |

|  | Callitroideae (Actinostrobus, Callitris, Neocallitropsis, Diselma, Fitzroya, Widdringtonia, Austrocedrus, Libocedrus, Pilgerodendron, Papuacedrus)  |
|  | |
|  | \| \| Cupressoideae (Calocedrus, Microbiota, Platycladus, Tetraclinis, Chamaecyparis, Cupressus, Juniperus, Fokienia, Thuja, Thujopsis) \| \| \| \| |
|  | |
|  | Cupressoideae (Calocedrus, Microbiota, Platycladus, Tetraclinis, Chamaecyparis, Cupressus, Juniperus, Fokienia, Thuja, Thujopsis)                   |
|  | |

|  | Cupressoideae (Calocedrus, Microbiota, Platycladus, Tetraclinis, Chamaecyparis, Cupressus, Juniperus, Fokienia, Thuja, Thujopsis) |
|  | |

|  | Callitroideae (Actinostrobus, Callitris, Neocallitropsis, Diselma, Fitzroya, Widdringtonia, Austrocedrus, Libocedrus, Pilgerodendron, Papuacedrus)  |
|  | |
|  | \| \| Cupressoideae (Calocedrus, Microbiota, Platycladus, Tetraclinis, Chamaecyparis, Cupressus, Juniperus, Fokienia, Thuja, Thujopsis) \| \| \| \| |
|  | |
|  | Cupressoideae (Calocedrus, Microbiota, Platycladus, Tetraclinis, Chamaecyparis, Cupressus, Juniperus, Fokienia, Thuja, Thujopsis)                   |
|  | |

|  | Cupressoideae (Calocedrus, Microbiota, Platycladus, Tetraclinis, Chamaecyparis, Cupressus, Juniperus, Fokienia, Thuja, Thujopsis) |
|  | |

|  | Callitroideae (Actinostrobus, Callitris, Neocallitropsis, Diselma, Fitzroya, Widdringtonia, Austrocedrus, Libocedrus, Pilgerodendron, Papuacedrus)  |
|  | |
|  | \| \| Cupressoideae (Calocedrus, Microbiota, Platycladus, Tetraclinis, Chamaecyparis, Cupressus, Juniperus, Fokienia, Thuja, Thujopsis) \| \| \| \| |
|  | |
|  | Cupressoideae (Calocedrus, Microbiota, Platycladus, Tetraclinis, Chamaecyparis, Cupressus, Juniperus, Fokienia, Thuja, Thujopsis)                   |
|  | |

|  | Cupressoideae (Calocedrus, Microbiota, Platycladus, Tetraclinis, Chamaecyparis, Cupressus, Juniperus, Fokienia, Thuja, Thujopsis) |
|  | |

|  | Callitroideae (Actinostrobus, Callitris, Neocallitropsis, Diselma, Fitzroya, Widdringtonia, Austrocedrus, Libocedrus, Pilgerodendron, Papuacedrus)  |
|  | |
|  | \| \| Cupressoideae (Calocedrus, Microbiota, Platycladus, Tetraclinis, Chamaecyparis, Cupressus, Juniperus, Fokienia, Thuja, Thujopsis) \| \| \| \| |
|  | |
|  | Cupressoideae (Calocedrus, Microbiota, Platycladus, Tetraclinis, Chamaecyparis, Cupressus, Juniperus, Fokienia, Thuja, Thujopsis)                   |
|  | |

|  | Cupressoideae (Calocedrus, Microbiota, Platycladus, Tetraclinis, Chamaecyparis, Cupressus, Juniperus, Fokienia, Thuja, Thujopsis) |
|  | |

|  | Callitroideae (Actinostrobus, Callitris, Neocallitropsis, Diselma, Fitzroya, Widdringtonia, Austrocedrus, Libocedrus, Pilgerodendron, Papuacedrus)  |
|  | |
|  | \| \| Cupressoideae (Calocedrus, Microbiota, Platycladus, Tetraclinis, Chamaecyparis, Cupressus, Juniperus, Fokienia, Thuja, Thujopsis) \| \| \| \| |
|  | |
|  | Cupressoideae (Calocedrus, Microbiota, Platycladus, Tetraclinis, Chamaecyparis, Cupressus, Juniperus, Fokienia, Thuja, Thujopsis)                   |
|  | |

|  | Cupressoideae (Calocedrus, Microbiota, Platycladus, Tetraclinis, Chamaecyparis, Cupressus, Juniperus, Fokienia, Thuja, Thujopsis) |
|  | |

|  | Callitroideae (Actinostrobus, Callitris, Neocallitropsis, Diselma, Fitzroya, Widdringtonia, Austrocedrus, Libocedrus, Pilgerodendron, Papuacedrus)  |
|  | |
|  | \| \| Cupressoideae (Calocedrus, Microbiota, Platycladus, Tetraclinis, Chamaecyparis, Cupressus, Juniperus, Fokienia, Thuja, Thujopsis) \| \| \| \| |
|  | |
|  | Cupressoideae (Calocedrus, Microbiota, Platycladus, Tetraclinis, Chamaecyparis, Cupressus, Juniperus, Fokienia, Thuja, Thujopsis)                   |
|  | |

|  | Cupressoideae (Calocedrus, Microbiota, Platycladus, Tetraclinis, Chamaecyparis, Cupressus, Juniperus, Fokienia, Thuja, Thujopsis) |
|  | |

|  | Callitroideae (Actinostrobus, Callitris, Neocallitropsis, Diselma, Fitzroya, Widdringtonia, Austrocedrus, Libocedrus, Pilgerodendron, Papuacedrus)  |
|  | |
|  | \| \| Cupressoideae (Calocedrus, Microbiota, Platycladus, Tetraclinis, Chamaecyparis, Cupressus, Juniperus, Fokienia, Thuja, Thujopsis) \| \| \| \| |
|  | |
|  | Cupressoideae (Calocedrus, Microbiota, Platycladus, Tetraclinis, Chamaecyparis, Cupressus, Juniperus, Fokienia, Thuja, Thujopsis)                   |
|  | |

|  | Cupressoideae (Calocedrus, Microbiota, Platycladus, Tetraclinis, Chamaecyparis, Cupressus, Juniperus, Fokienia, Thuja, Thujopsis) |
|  | |

|  | Callitroideae (Actinostrobus, Callitris, Neocallitropsis, Diselma, Fitzroya, Widdringtonia, Austrocedrus, Libocedrus, Pilgerodendron, Papuacedrus)  |
|  | |
|  | \| \| Cupressoideae (Calocedrus, Microbiota, Platycladus, Tetraclinis, Chamaecyparis, Cupressus, Juniperus, Fokienia, Thuja, Thujopsis) \| \| \| \| |
|  | |
|  | Cupressoideae (Calocedrus, Microbiota, Platycladus, Tetraclinis, Chamaecyparis, Cupressus, Juniperus, Fokienia, Thuja, Thujopsis)                   |
|  | |

|  | Cupressoideae (Calocedrus, Microbiota, Platycladus, Tetraclinis, Chamaecyparis, Cupressus, Juniperus, Fokienia, Thuja, Thujopsis) |
|  | |

|  | Callitroideae (Actinostrobus, Callitris, Neocallitropsis, Diselma, Fitzroya, Widdringtonia, Austrocedrus, Libocedrus, Pilgerodendron, Papuacedrus)  |
|  | |
|  | \| \| Cupressoideae (Calocedrus, Microbiota, Platycladus, Tetraclinis, Chamaecyparis, Cupressus, Juniperus, Fokienia, Thuja, Thujopsis) \| \| \| \| |
|  | |
|  | Cupressoideae (Calocedrus, Microbiota, Platycladus, Tetraclinis, Chamaecyparis, Cupressus, Juniperus, Fokienia, Thuja, Thujopsis)                   |
|  | |

|  | Cupressoideae (Calocedrus, Microbiota, Platycladus, Tetraclinis, Chamaecyparis, Cupressus, Juniperus, Fokienia, Thuja, Thujopsis) |
|  | |

## Usos
A madeira de Taiwania é muito durável. É particularmente conhecido por fazer boas urnas funerárias, o que valeu à árvore o nome em inglês de coffin tree («árvore de caixão»). No Vietname, é utilizado juntamente com a madeira do cipreste Fokienia hodginsii para a construção de casas, especialmente para a produção das vigas do telhado. A madeira é parcialmente decorada com anéis anuais em amarelo claro e vermelho e é popular para fazer móveis.
Óleos essenciais extraídos da madeira foram testados para controlo biológico de pragas. Por exemplo, o efeito inibidor dos óleos essenciais de Taiwania sobre as térmitas foi observado na espécie Coptotermes formosanus. Esses efeitos também existem contra bactérias, fungos e ácaros.
A espécie foi cultivada fora de sua área de distribuição natural na China muito antes de ser cientificamente descrita em 1906. Foi introduzida como árvore ornamental na Europa, Japão, América do Norte e Nova Zelândia, onde se dá bem em zonas temperadas com nenhuma ou apenas geadas leves. Apesar da forma atraente e da folhagem decorativa das árvores jovens, raramente é usado. Na Europa Central, estas árvores são encontradas principalmente em jardins botânicos e arboretos. Na Alemanha, há um espécime no Jardim Botânico de Bonn, outros em Freiburg, no Grugapark em Essen e na região de Rhein-Main. Na Suíça, há um espécime no Jardim Botânico da Universidade de Basileia.